# Amundsenhofje
Het Amundsenhofje is een hofje in Amsterdam-West.
Architect Johannes Martinus van Hardeveld ontwierp voor de Amundsenweg, vernoemd naar poolreiziger Roald Amundsen, in de Robert Scottbuurt een viertal stroken portiekwoningen die dwars op de straat kwamen te staan. Het is dan 1949. Niet veel later werd er gebouwd aan een Rooms-Katholieke enclave in de stad Amsterdam. Er kwam ten zuiden van die weg bijvoorbeeld de Sint-Josephkerk en de bijbehorende pastorie en klooster aan Robert Scottstraat 7.
In 1950 werd er een nieuwe gevelwand geschapen aan de zuidkant van de weg. Op een paalfundering kwam als bouwpakket een Finse school.
Vanaf circa 1960 worden die terreinen van elkaar gescheiden door een zuidelijke gevelwand aan de Amundsenweg huisnummer 1, de Finse school was tijdelijk. Er kwam in de trant van de Bossche School een ontwerp van architectenduo Evers en Sarlemijn een gangschool, een kleuterschool met één ingang van waaruit een gang naar de klaslokalen leidde. Het kreeg een dichte noordgevel en een open zuidgevel, leidend tot een speelplaats. De zogenaamde Amundsenschool verliet in de jaren zeventig bij een gewijzigde bevolkingssamenstelling in de wijk de school. De nieuwe gebruiker was de Fatima kleuterschool en later een school voor speciaal onderwijs: de Alphons Laudrychool (Laudry was hoofdredacteur van het katholieke blad De Tijd). In de jaren nul van de 21e eeuw kwam er een dependance van een islamitische school. In 2010 trokken er krakers in, die in 2014 zonder ontruiming weer vertrokken.
Het oude gebouw was in 2008 nog opgenomen in de lijst Top 100 jonge monumenten, maar werd uiteindelijk geen monument.
Het gebouw werd in de verkoop gezet. Een groep kopers kocht het en wilde het als zelfbouwproject (cpo) renoveren en gebruiksklaar maken voor bewoning. Echter, daarvoor was het bouwblokje te klein. Aan Hulshof Architecten met architect Ineke Hulshof werd vervolgens gevraagd het oude deel te renoveren als een ook een nieuw blokje bij te bouwen. Het oude moest grotendeels in monumentale status bewaard worden (het is geen monument). Voor het nieuwe deel moest voor de adressering een apart adres aangemaakt worden: het Robert Scottplein. Door de beide bouwdelen door terreinafscheidingen in dezelfde bouwstijl te verbinden ontstond een hofje. Hulshof maakte door de nieuwbouw een overgang van vlak (plein) en hoogte (bebouwing). Het waren de jaren van opkomende duurzaamheid, dus werden niet meer gebruikte delen van het oude gebouw verwerkt in de renovatie. Bovendien kreeg het een natuurvriendelijk dak met bijvoorbeeld zonnepanelen etc. 
De plannen uit 2013 werden het jaar daarop omgezet in daden en begin 2015 kon met de renovatie en bouw begonnen worden, waarbij nog asbest uit de oude school verwijderd moest worden. Er trad nog vertraging op toen de nieuwbouw een aanvang nam; op die plek werden heipalen aangetroffen, die op geen enkele tekening of kaart voorkwamen. Om de nieuwbouw te kunnen neerzetten werd tussen de aanwezig fundering een nieuwe fundering geplaatst. Eind 2015 konden de bewoners in de gebouwen trekken.   
Opvallend is dat beide bouwonderdelen een gevelsteen meekregen. Een artistieke boven de toegangsdeur en een moderne geplaatst in juli 2015.

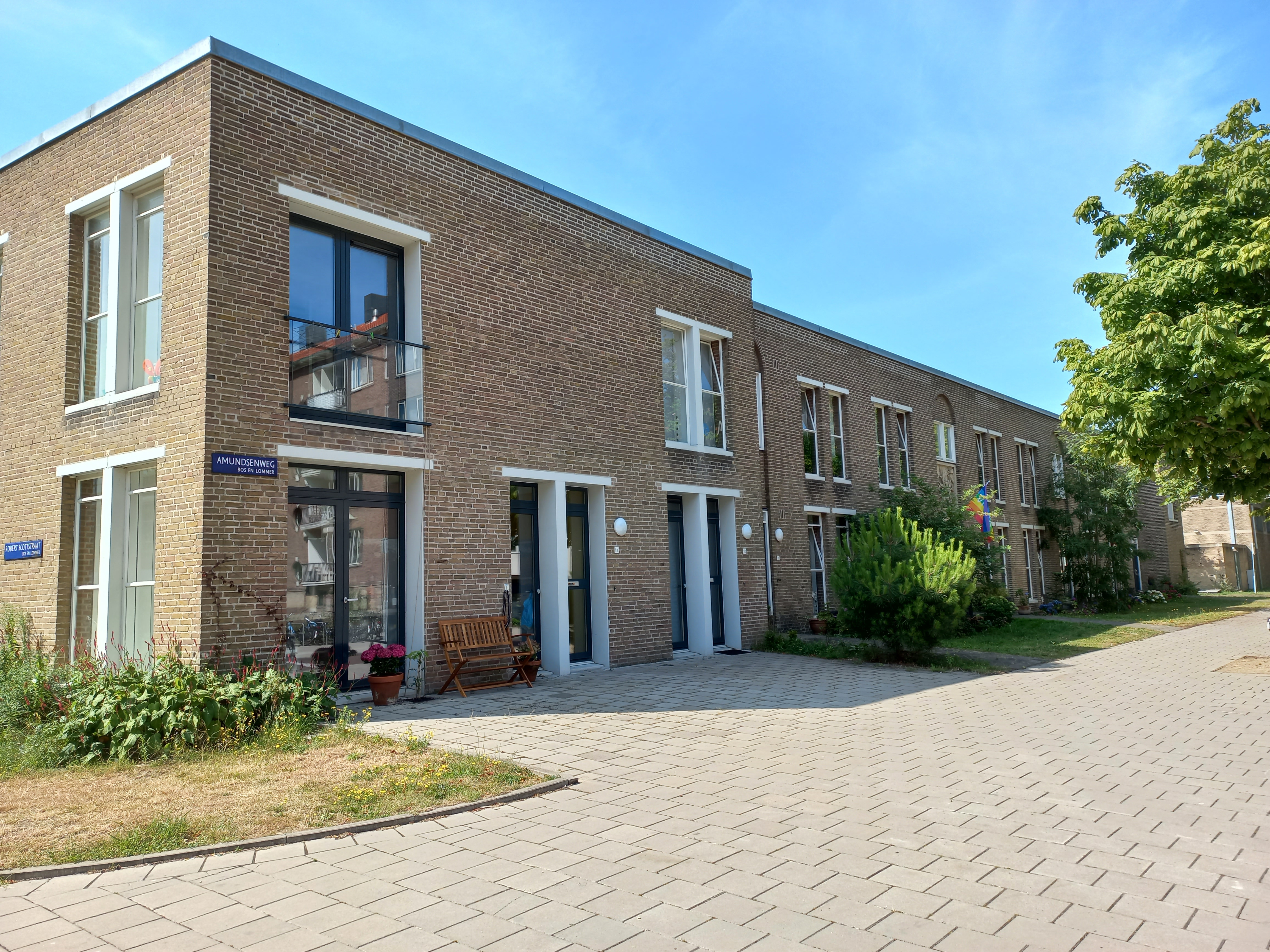
Oude gedeelte Amundsenhofje (juli 2022)

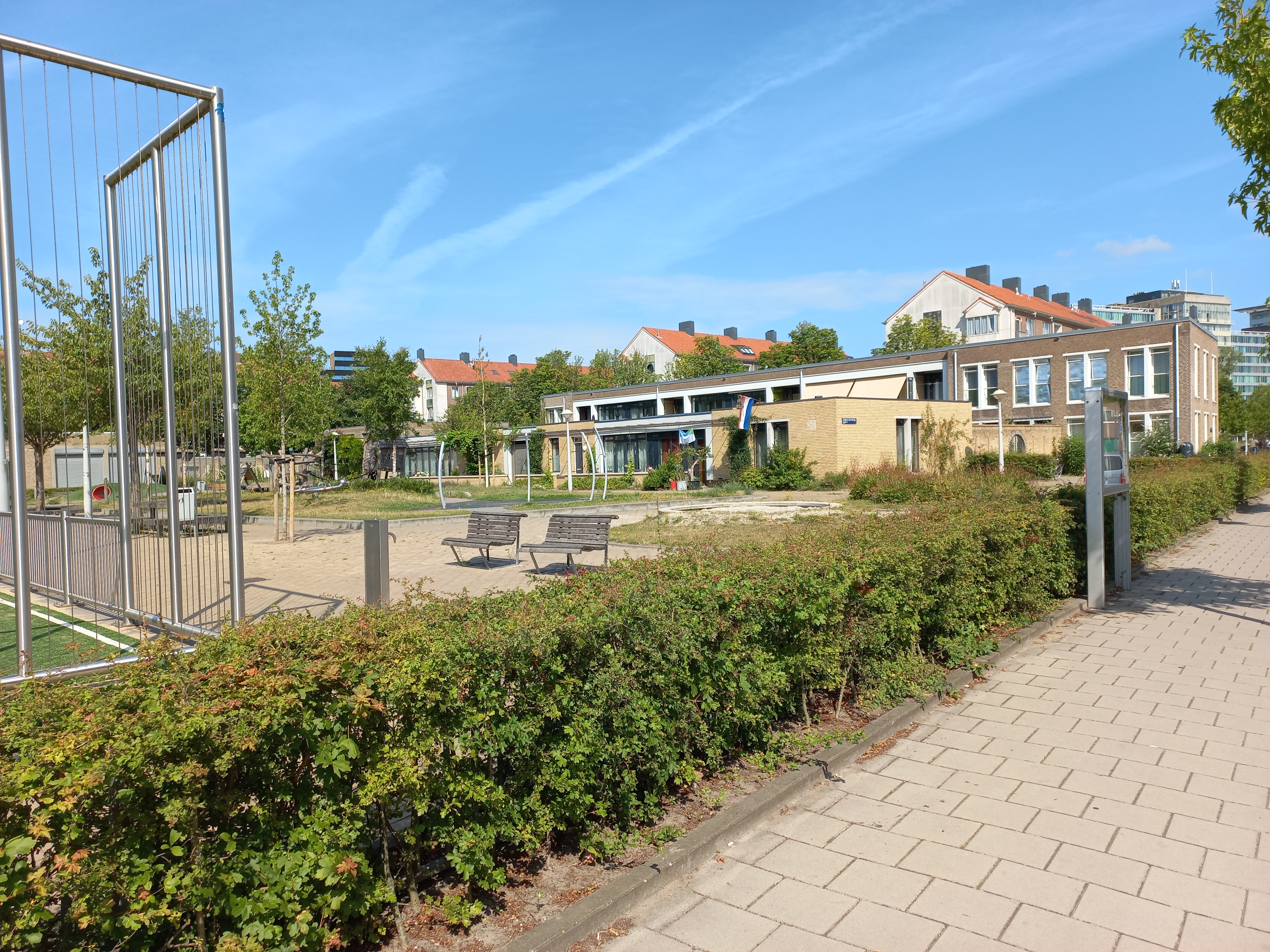
Nieuwe deel (juli 2022)